# Liste der Stolpersteine in Konstanz

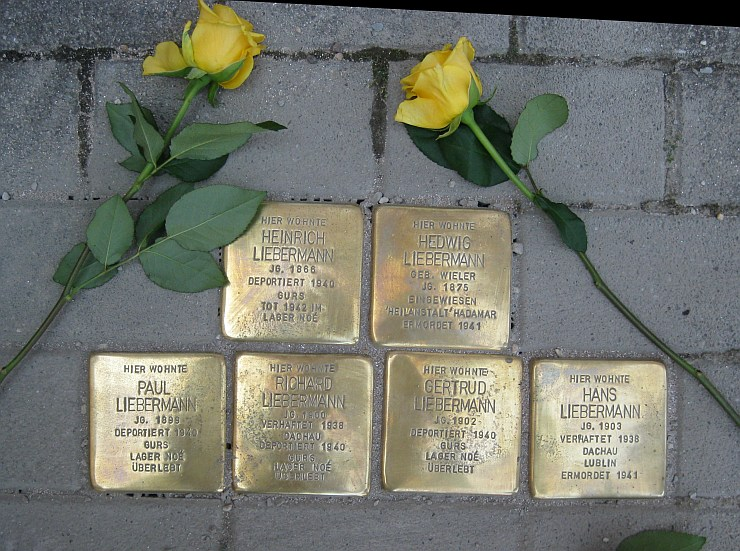

Die Liste der Stolpersteine in Konstanz führt die vom Künstler Gunter Demnig verlegten Stolpersteine in der Stadt Konstanz auf. Bis April 2023 wurden in Konstanz 269 Stolpersteine verlegt.

## Liste
| Bild | Inschrift | Standort                                                                                    | zusätzliche Informationen |
| --- | --- | ------------------------------------------------------------------------------------------- | --- |
| | Hier wohnte Wilhelm Kleissle Jg. 1889 Zeuge Jehovas verhaftet 1937 Gefängnis Konstanz 1939 Dachau KZ Mauthausen tot 23.4.1940                                                                     | Ackertorweg 10 47,656401° N, 9,173904° O                                                    | Wilhelm Kleissle arbeitete bis zum Ersten Weltkrieg in der Schweiz als Friseur, später als Schreiner. Er gehörte seit 1923 den Zeugen Jehovas an, für die er in der Schweiz missionarisch tätig war. Zusammen mit seiner Frau und seiner Tochter Anna war er am Schriftenschmuggel aus der Schweiz beteiligt. Im März 1937 wurde er verhaftet und zu 6 Monaten Gefängnis verurteilt, die er in Konstanz in „Schutzhaft“ verbüßte. Danach wurde er von der Gestapo weiterhin in sogenannter „Überhaft“ in Schutzhaft behalten. Im Mai 1939 erfolgte die Überführung ins KZ Dachau, von dort kam er im September ins KZ Mauthausen, wo er am 23. April 1940 starb. Er war seit 1921 mit Anna Kleissle (geb. Rost) verheiratet. Mit ihr hatte er vier Kinder, Anna, Friedrich, Ruth und Lothar. Der Stolperstein wurde am 22. Mai 2009 verlegt. |
| | Hier wohnte Hermann Dreher Jg. 1887 Zeuge Jehovas verhaftet 1936 Gefängnis Freiburg 1940 Sachsenhausen Dachau Buchenwald befreit                                                                  | Alemannenstr. 9 47,67193° N, 9,17273° O                                                     | Hermann Dreher, 1887 - 1956 Der Stolperstein wurde am 3. Mai 2017 verlegt. |
| | Hier wohnte Eduard Frank Jg. 1873 Opfer des Pogroms Verhaftet 10.11.1938 Gefängnis Konstanz tot 27.11.1938                                                                                        | Altmannstr. 4 47,668753° N, 9,186108° O                                                     | Eduard Frank wurde am 25. Mai 1873 in Konstanz geboren. Er machte in Konstanz Abitur, studierte in Freiburg Jura, und arbeitete danach als Rechtsanwalt in Konstanz. Er war einer von neun jüdischen Rechtsanwälten in Konstanz. Mit dem Berufsverbot für Rechtsanwälte 1933 durfte er nicht weiter arbeiten. In der Pogromnacht in Konstanz vom 9./10.11.1938 wurde er verhaftet und ins Gefängnis Konstanz in der Wallgutstraße eingeliefert, wo er am 27.11.1938 im Gefängnis Konstanz unter ungeklärten Umständen starb. Er war seit 4.8.1924 mit Hermine Frank (geb. Sulger) verheiratet. Sie hatten zwei Kinder: Hermines Tochter Gerda, die er adoptierte, und einen gemeinsamen Sohn, Lother (7.3.1925–17.3.1964). Der Stolperstein wurde am 17. März 2008 verlegt. |
| | Hier wohnte Lothar Frank Jg. 1925 Flucht 1939 mit Hilfe Holland Rückkehr 1941 Mit Hilfe überlebt                                                                                                  | Altmannstr. 4 47,668753° N, 9,186108° O                                                     | Lothar Frank, gest. 1964 in Konstanz Der Stolperstein wurde am 25. September 2020 verlegt. |
| | Hier wohnte Pius Moser Jg. 1883 Widerstand / KPD verhaftet 1937 und 1944 "Wehrkraftzersetzung Gefängnis Konstanz befreit                                                                          | Am Berg 9 (Dettingen), früher: „Haus 51“ 47,735602° N, 9,113605° O                          | Pius Moser, gest. am 16.09.1960 in Dettingen Der Stolperstein wurde am 1. November 2019 verlegt. |
| | Hier wohnte Wilhelm Schroff Jg.1883 im Widerstand/SPD verhaftet 1944 Aktion 'Gitter' Natzweiler-Struthof Dachau, Mauthausen entlassen 27.10.1944                                                  | Amalienstr. 4 47,683429° N, 9,203398° O                                                     | Wilhelm Schroff wurde am 11.3.1883 in Konstanz geboren. Er arbeitete nach der Volksschule bei der Reichsbahn. Politisch engagierte er sich sozialdemokratisch; von 1922 bis 1930 war Wilhelm Schroff für die SPD im Konstanzer Bürgerausschuss. Am 22.8.1944 wurde er im Rahmen der „Aktion Gitter“ verhaftet und ohne Gerichtsverhandlung als politischer Häftling in „Schutzhaft“ ins KZ Natzweiler eingeliefert. Von dort wurde er am 6.9.1944 in das KZ Dachau überstellt, eine Woche später in das KZ Mauthausen. Am 27.10.1944 wurde er freigelassen und kehrte nach Konstanz zurück. Er starb am 22.3.1959 in Konstanz. Er war verheiratet mit Elise Schroff (geb. Schiess). Sie hatten vier Kinder, Else, Klara, Erwin und Albert. Der Stolperstein wurde am 13. September 2015 verlegt. |
| | Hier wohnte Josefine Renker Jg. 1889 eingewiesen 1931 Heil- und Pflegeanstalt Reichenau 'verlegt' 27.6.1940 Grafeneck ermordet 27.6.1940 Aktion T4                                                | Bachgasse 8 47,693257° N, 9,194025° O                                                       | Josefine Renker (geb. Schlegel) wurde am 13.2.1889 in Konstanz geboren. Am 2.7.1931 wurde sie in die Heil- und Pflegeanstalt Reichenau eingewiesen, weil sie geistig nicht mehr zurechnungsfähig sei. Als Ende 1939 die Aktion T4 begann, wurde ihr ihre Aufenthaltsdauer von neun Jahren zum Verhängnis. Am 27.6.1940 wurde sie zusammen mit 74 weiteren Frauen in den Grauen Bussen nach Grafeneck deportiert und am selben Tag dort vergast und eingeäschert. Offiziell hieß es, sie wäre an Tuberkulose gestorben. Sie war verheiratet mit Karl Leo Renker (geb. 31.8.1891), sie hatten zwei Kinder, Ernst Josef (geb. 10.7.1924) und Karl Johann (geb. 22.8.1928). Der Stolperstein wurde am 8. September 2013 verlegt. |
| | Hier wohnte Anna Luise Meissner geb. Hepp Jg. 1902 Zeugin Jehovas verhaftet 1935 und 1936 Gefängnis Gotteszell 1939 Ravensbrück ermordet 15.5.1942                                                | Badgasse 5 47,66841° N, 9,177382° O                                                         | Anna Luise Meissner Der Stolperstein wurde am 22. Mai 2009 verlegt. |
| | Hier wohnte Charlotte Bloch geb. Lazarus Jg. 1848 deportiert 1940 Gurs tot 17.11.1940 | Bahnhofsplatz 4 ehem. Hotel Victoria 47,65953° N, 9,17688° O                                | Charlotte Bloch (geb. Lazarus) wurde am 9. Juni 1848 in Jüchen geboren. Nach dem Tod ihres Mannes 1900 wohnte sie weiter in der gemeinsamen Wohnung, bis ihr 1939 aufgrund des Gesetzes über Mietverhältnisse mit Juden gekündigt wurde. Am 6. März 1940 musste sie in das „Judenhaus“ in der Saarlandstr. 25, heute Bodanstr., umziehen. Von dort wurde sie am 22.10.1940 im Alter von 92 Jahren als älteste Jüdin nach Gurs deportiert, wo sie am 17.11.1940 starb. Angegebene Todesursache war Altersschwäche. Sie war verheiratet mit dem Immobilienhändler und Bankier Berthold Bloch (geb. 26.5.1841–4.10.1900). Sie hatten keine Kinder. Der Stolperstein wurde am 3. Mai 2017 verlegt. |
| | Hier wohnte Julie Mann Jg. 1870 deportiert 1940 Gurs überlebt | Bahnhofstr. 5 47,658816° N, 9,175932° O                                                     | Julie Mann (geb. Frank) wurde am 2. Dezember 1870 in Konstanz geboren. 1939 mussten sie und ihr Mann Max aufgrund der judenfeindlichen Politik ihr Haus verkaufen, behielten dort aber weiterhin Wohnrecht. Das Ehepaar Mann gehörte zu den 108 Konstanzer Juden, die am 22.10.1940 verhaftet und mit einem Personenzug nach Gurs deportiert wurden. Später waren sie in Récébédon und Noé inhaftiert. Im Lager erkrankte Julie Mann an Ruhr; das Ehepaar wäre verhungert, wären sie nicht mit Lebensmittelpaketen von der Familie Spiegel in Kreuzlingen versorgt worden. 1942, als Häftlinge nach Auschwitz deportiert wurden, wurden ältere Häftlinge wie das Ehepaar Mann auf Betreiben des Erzbischofs von Lyon in privaten Heimen untergebracht. Zwischen 1943 und 1946 lebten sie in Armenhäusern in Dié und Romans-sur-Isère, danach bis 1951 im Altenheim „Maison St. Jacques“ in Aix-les-Bains, wo Max Mann am 12.4.1950 verstarb. Julie Mann kehrte 1951 nach Konstanz zurück. Sie verzichtete gegen eine Leibrente auf die Rückgabe ihres Hauses. Sie starb am 15.8.1957 in Konstanz. Sie war verheiratet mit Max Mann (17.6.1866–12.4.1950). Das Ehepaar hatte keine Kinder. Der Stolperstein wurde am 18. Mai 2012 verlegt. |
| | Hier wohnte Max Mann Jg. 1866 deportiert 1940 Gurs überlebt | Bahnhofstr. 5 47,658816° N, 9,175932° O                                                     | Max Mann wurde am 17. Juni 1866 in Hürben (Krumbach) geboren. Er war Inhaber einer kleinen Privatbank, bis er diese 1919 an seinen bisherigen Handlungsbevollmächtigten Hugo Weber übergab. Die Bank ging 1926 bankrott. 1939 mussten er und seine Frau Julie aufgrund der judenfeindlichen Politik ihr Haus verkaufen, behielten dort aber weiterhin Wohnrecht. Das Ehepaar Mann gehörte zu den 108 Konstanzer Juden, die am 22.10.1940 verhaftet und mit einem Personenzug nach Gurs deportiert wurden. Später waren sie in Récébédon und Noé inhaftiert. Im Lager erkrankte Julie Mann an Ruhr; das Ehepaar wäre verhungert, wären sie nicht mit Lebensmittelpaketen von der Familie Spiegel in Kreuzlingen versorgt worden. 1942, als Häftlinge nach Auschwitz deportiert wurden, wurden ältere Häftlinge wie das Ehepaar Mann auf Betreiben des Erzbischofs von Lyon in privaten Heimen untergebracht. Zwischen 1943 und 1946 lebten sie in Armenhäusern in Dié und Romans-sur-Isère, danach bis 1951 im Altenheim „Maison St. Jacques“ in Aix-les-Bains, wo er am 12.4.1950 verstarb. Er war verheiratet mit Julie Mann (2.12.1870–15.8.1957). Das Ehepaar hatte keine Kinder. Der Stolperstein wurde am 18. Mai 2012 verlegt.      |
| | Hier wohnte Emanuel Levinger Jg. 1865 Flucht 1939 England USA | Bahnhofstr. 10 47,65893° N, 9,17582° O                                                      | Emanuel Levinger, gest. am 27. 03.1949 in New York Der Stolperstein wurde am 3. Juli 2016 verlegt. |
| | Hier wohnte Helene Levinger geb. Geismar Jg. 1880 Flucht 1939 England USA | Bahnhofstr. 10 47,65893° N, 9,17582° O                                                      | Helene Levinger, gest. am 24.2.1973 in Naharija, Israel Der Stolperstein wurde am 3. Juli 2016 verlegt. |
| | Hier wohnte Betty Spiegel Jg. 1886 deportiert 1940 Gurs ermordet 6.9.1942 Auschwitz | Bahnhofstr. 12 47,658945° N, 9,175703° O                                                    | Betty Spiegel Der Stolperstein wurde am 22. Mai 2009 verlegt. |
| | Hier wohnte Helmut Spiegel Jg. 1909 deportiert 1940 Gurs ermordet in Auschwitz | Bahnhofstr. 12 47,658945° N, 9,175703° O                                                    | Helmut Spiegel Der Stolperstein wurde am 22. Mai 2009 verlegt. |
| | Hier wohnte Leopold Spiegel Jg. 1876 verhaftet 1938 Dachau deportiert 1940 Gurs ermordet 6.9.1942 Auschwitz                                                                                       | Bahnhofstr. 12 47,658945° N, 9,175703° O                                                    | Leopold Spiegel Der Stolperstein wurde am 22. Mai 2009 verlegt. |
| | Hier wohnte Margot Spiegel Jg. 1914 Flucht 1937 USA überlebt | Bahnhofstr. 12 47,658945° N, 9,175703° O                                                    | Margot Spiegel Der Stolperstein wurde am 22. Mai 2009 verlegt. |
| | Hier wohnte Ferdinand Obergfell Jg. 1889 Verhaftet 1935 und 1939 Vorbereitung zum ‘Hochverrat’ tot an Haftfolgen 16.5.1945 Zuchthaus Brandenburg                                                  | Bärlappweg 7 47,685483° N, 9,161035° O                                                      | Ferdinand Obergfell Der Stolperstein wurde am 4. Oktober 2007 verlegt. |
| | Hier wohnte Maria Obergfell Jg. 1920 Verhaftet 4.10.1939 „Rundfunkverbrechen“ Gefängnis Konstanz Entlassen 21.11.1940                                                                             | Bärlappweg 7 47,685483° N, 9,161035° O                                                      | Maria Obergfell, gest. 2015, Konstanz Der Stolperstein wurde am 25. September 2020 verlegt. |
| | Hier wohnte Adolf Probst Jg. 1904 verhaftet 1936 Flucht 1937 Spanien Int. Brigade Thälmann interniert Gurs deportiert 1942 Dachau befreit                                                         | Beyerlestr. 27 47,676717° N, 9,184254° O                                                    | Adolf Probst, gest. am 7. September 1989 in Heidenheim Der Stolperstein wurde am 21. Oktober 2021 verlegt. |
| | Hier wohnte Heinrich Haug Jg. 1895 denunziert mehrmals verhaftet zuletzt 1938 ‘Vorbereitung zum Hochverrat’ Dachau / Mauthausen befreit / überlebt                                                | Blarerstr. 26 47,660564° N, 9,16761° O                                                      | Heinrich Haug, gest. 17.06.1953 in Konstanz. Der Stolperstein wurde am 9. September 2013 verlegt. |
| | Hier wohnte Berta Löwenstein geb. Guggenheimer Jg. 1886 Flucht 1940 Argentinien | Blarerstr. 32 47,660229° N, 9,167496° O                                                     | Berta Löwenstein, gest. 1965 in Argentinien Der Stolperstein wurde am 5. Oktober 2015 verlegt. |
| | Hier wohnte Heinrich Löwenstein Jg. 1881 'Schutzhaft' 1938 Dachau Flucht 1940 Argentinien | Blarerstr. 32 47,660229° N, 9,167496° O                                                     | Heinrich Löwenstein, gest. am 7. Mai 1955 in Buenos Aires Der Stolperstein wurde am 5. Oktober 2015 verlegt. |
| | Hier wohnte Kurt Löwenstein Jg. 1916 Flucht 1936 Argentinien | Blarerstr. 32 47,660229° N, 9,167496° O                                                     | Kurt Löwenstein, gest. am 29. September 1969 in Buenos Aires Der Stolperstein wurde am 5. Oktober 2015 verlegt. |
| | Hier wohnte Walter Löwenstein Jg. 1914 Flucht 1936 Argentinien | Blarerstr. 32 47,660229° N, 9,167496° O                                                     | Walter Löwenstein, gest. am 1. Juli 1936 in Buenos Aires / Argentinien Der Stolperstein wurde am 5. Oktober 2015 verlegt. |
| | Hier wohnte Fritz Ottenheimer Jg. 1925 Flucht 10.6.1939 USA überlebt | Blarerstr. 32 47,660229° N, 9,167496° O                                                     | Fritz Ottenheimer, gest. am 17.6.2017 in Pittsburgh/USA Der Stolperstein wurde am 17. März 2008 verlegt. |
| | Hier wohnte Ilse Karola Ottenheimer Jg. 1922 Flucht 17.5.1938 USA überlebt | Blarerstr. 32 47,660229° N, 9,167496° O                                                     | Ilse Karola Ottenheimer, gest. am 03.05.1977 in New York Der Stolperstein wurde am 17. März 2008 verlegt. |
| | Hier wohnte Klara Ottenheimer geb. Metzger Jg. 1892 Flucht 10.5.1939 USA überlebt | Blarerstr. 32 47,660229° N, 9,167496° O                                                     | Klara Ottenheimer, gest. am 05.11.1975 in New York Der Stolperstein wurde am 17. März 2008 verlegt. |
| | Hier wohnte Ludwig Ottenheimer Jg. 1886 verhaftet 10.11.1938 Dachau Flucht 10.5.1939 USA überlebt                                                                                                 | Blarerstr. 32 47,660229° N, 9,167496° O                                                     | Ludwig Ottenheimer, gest. am 22. April 1984 in New York Der Stolperstein wurde am 17. März 2008 verlegt. |
| Bild gesucht Der Benutzer GeorgDerReisende ( Diskussion ) wünscht sich an dieser Stelle ein Bild vom Ort mit diesen Koordinaten 47.65959 9.16744 . Motiv: Blarerstraße 33: der Stolperstein für Charlotte Letzelter, die Lage und das Haus Falls du dabei helfen möchtest, erklärt die Anleitung , wie das geht. BW      | Hier wohnte Charlotte Letzelter Jg. 1906 Eingewiesen 1934 Heilanstalt Reichenau Zwangssterilisiert 1935 'Verlegt' 17.6.1940 Grafeneck Ermordet 17.6.1940 'Aktion T4'                              | Blarerstraße 33 47,6596° N, 9,16744° O                                                      | Charlotte Letzelter Der Stolperstein wurde am 17. November 2022 verlegt. |
| | Hier wohnte Ida Jette Birn geb. Rosenthal Jg. 1897 deportiert 1942 Izbica ermordet | Blarerstr. 48 47,65943° N, 9,167191° O                                                      | Ida Jette Birn, in 1952 für tot erklärt Der Stolperstein wurde am 22. Mai 2009 verlegt. |
| | Hier wohnte Lina Eichler Jg. 1871 deportiert 1944 Theresienstadt überlebt | Blarerstr. 48 47,65943° N, 9,167191° O                                                      | Lina Eichler, gest. am 13. 1. 1965 in Konstanz Der Stolperstein wurde am 14. Juli 2010 verlegt. |
| | Hier wohnte Erna Recha Rosenthal Jg. 1896 deportiert 1940 Gurs tot im Lager 8.12.1940 | Blarerstr. 48 47,65943° N, 9,167191° O                                                      | Erna Recha Rosenthal Der Stolperstein wurde am 22. Mai 2009 verlegt. |
| | Hier wohnte Pauline Levinger geb. Weil Jg. 1874 Flucht 1939 Uruguay | Bodanplatz 10 47,657743° N, 9,174271° O                                                     | Pauline Levinger, gest. am 9.3.1957 in Montevideo/Uruguay Der Stolperstein wurde am 3. Juli 2016 verlegt. |
| | Hier wohnte Simon Levinger Jg. 1866 Flucht 1939 Uruguay | Bodanplatz 10 47,657743° N, 9,174271° O                                                     | Simon Levinger, gest. im Frühjahr 1941 in Montevideo/Uruguay Der Stolperstein wurde am 3. Juli 2016 verlegt. |
| | Hier wohnte Alice Maier geb. Levinger Jg. 1899 Flucht 1939 Uruguay | Bodanplatz 10 47,657743° N, 9,174271° O                                                     | Alice Maier, geb. Levinger; gest. am 15. Januar 1981 in Konstanz Der Stolperstein wurde am 25. September 2020 verlegt. |
| | Hier wohnte Kurt Maier Jg. 1926 Flucht 1939 Uruguay | Bodanplatz 10 47,657743° N, 9,174271° O                                                     | Kurt Maier, gest. am 7. Juni 1982 in Konstanz Der Stolperstein wurde am 25. September 2020 verlegt. |
| | Hier wohnte Hugo Schriessheimer Jg. 1908 verhaftet 1938 Dachau deportiert 1940 Gurs überlebt | Bodanplatz 10 47,657743° N, 9,174271° O                                                     | Hugo Schrießheimer, gest. am 7. Oktober 1989 in Kreuzlingen Der Stolperstein wurde am 22. Mai 2009 verlegt. |
| | Hier wohnte Max Schriessheimer Jg. 1877 verhaftet 1938 Dachau deportiert 1940 Gurs tot 27.11.1943 Pontacq                                                                                         | Bodanplatz 10 47,657743° N, 9,174271° O                                                     | Max Schrießheimer Der Stolperstein wurde am 22. Mai 2009 verlegt. |
| | Hier wohnte Rosa Schriessheimer Jg. 1880 deportiert 1940 Gurs tot 17.1.1944 Pontacq | Bodanplatz 10 47,657743° N, 9,174271° O                                                     | Rosa Schrießheimer Der Stolperstein wurde am 22. Mai 2009 verlegt. |
| | Hier wohnte Klara Seewald Geb. Weil Jg. 1882 Deportiert 1940 Gurs Flucht 1941 Portugal USA | Bodanstr. 4 47,657946° N, 9,175905° O                                                       | Klara Seewald, gest. am 10. Oktober 1960 in Dayton, Ohio Der Stolperstein wurde am 1. November 2019 verlegt. |
| | Hier wohnte Samuel Seewald Jg. 1870 Deportiert 1940 Gurs Flucht 1941 Portugal USA | Bodanstr. 4 47,657946° N, 9,175905° O                                                       | Samuel Seewald, gest. am 11. Juni 1945 in Chicago, Illinois Der Stolperstein wurde am 1. November 2019 verlegt. |
| | Hier wohnte Walter Seewald Jg. 1912 Schutzhaft 1938 Dachau Flucht 1938 USA | Bodanstr. 4 47,657946° N, 9,175905° O                                                       | Walter Seewald, gest. am 5. Dezember 1970 in Dayton Der Stolperstein wurde am 1. November 2019 verlegt. |
| | Hier wohnte Alfons Beck Jg. 1905 verhaftet 1939 ‘Vorbereitung Hochverrat’ Arbeitslager Aschendorfer Moor 1944 Zuchthaus Waldheim überlebt                                                         | Bodanstr. 8 47,657961° N, 9,175636° O                                                       | Alfons Beck, gest. am 23.11.1988 in Konstanz Der Stolperstein wurde am 1. November 2019 verlegt. |
| | Hier wohnte Gustav Hirsch Jg. 1919 Flucht 1937 Palästina | Bodanstr. 17 47,658119° N, 9,17345° O                                                       | Gustav Leo Hirsch, gest. am 5. September 1986 in Los Angeles Der Stolperstein wurde am 25. September 2020 verlegt. |
| | Hier wohnte Laura Hirsch geb Thanhauser Jg. 1887 deportiert 1940 Gurs interniert Rivesalte 1941 La Meyze befreit                                                                                  | Bodanstr. 17 47,658119° N, 9,17345° O                                                       | Laura Hirsch, geb. Thanhauser, verh. Lore Sommer; gest. am 26. Januar 1981 in Los Angeles. Der Stolperstein wurde am 25. September 2020 verlegt. |
| Bild gesucht Der Benutzer GeorgDerReisende ( Diskussion ) wünscht sich an dieser Stelle ein Bild vom Ort mit diesen Koordinaten 47.65822 9.17241 . Motiv: Bodanstraße 25: der Stolperstein für Irma Bahl, die Lage und das Haus Falls du dabei helfen möchtest, erklärt die Anleitung , wie das geht. BW                 | Hier wohnte Irma Bahl Jg. 1888 verhaftet 1939 „Devisenvergehen“ Gefängnis Gotteszell deportiert 1943 Auschwitz ermordet 3.3.1943                                                                  | Bodanstr. 25 47,65813° N, 9,170187° O                                                       | Irma Bahl, geb. Gutter Der Stolperstein wurde am 21. Oktober 2021 verlegt. |
| | Hier wohnte Hugo Weill Jg. 1885 deportiert 1940 Gurs Drancy Auschwitz ermordet 6.9.1942 | Bodanstr. 33 47,658299° N, 9,171683° O                                                      | Hugo Weill Der Stolperstein wurde am 14. Juli 2010 verlegt. |
| | Hier wohnte Rosa Salomon geb. Schatz Jg. 1882 deportiert 1940 Gurs Flucht 1941 Portugal USA | Bodanstr. 33 47,658299° N, 9,171683° O                                                      | Rosa Salomon, gest. am 19. September 1962 in Chicago Der Stolperstein wurde am 25. September 2020 verlegt. |
| | Hier wohnte Sally Salomon Jg. 1876 deportiert 1940 Gurs Flucht 1941 Portugal USA | Bodanstr. 33 47,658299° N, 9,171683° O                                                      | Sally Salomon, gest. am 17. November 1959 in Chicago Der Stolperstein wurde am 25. September 2020 verlegt. |
| | Hier wohnte Jakob Erlanger Jg. 1865 Deportiert 1940 Gurs entlassen 14.8.1942 tot 20.1.1945 Villefranche-de-Rouergue                                                                               | Bodanstr. 40 47,658488° N, 9,17106° O                                                       | Jakob Erlanger Der Stolperstein wurde am 13. September 2015 verlegt. |
| Bild gesucht Der Benutzer GeorgDerReisende ( Diskussion ) wünscht sich an dieser Stelle ein Bild vom Ort mit diesen Koordinaten 47.66584 9.1712 . Motiv: Brauneggerstraße 37: der Stolperstein für Arthur Neuhaus, die Lage und das Haus Falls du dabei helfen möchtest, erklärt die Anleitung , wie das geht. BW        | Hier wohnte Arthur Neuhaus Jg. 1920 Im Widerstand Verhaftet 25.7.1942 'Vorbereitung Hochverrat' Verurteilt 12.2.1943 Gefängnis Rottenburg Befreit                                                 | Brauneggerstraße 37 47,66588° N, 9,17125° O                                                 | Arthur Neuhaus Der Stolperstein wurde am 17. November 2022 verlegt. |
| | Hier wohnte Pauline Gutjahr geb. Maus Jg. 1878 Verhaftet 1938 Zuchthaus Ludwigsburg KZ Ravensbrück überlebt                                                                                       | Brauneggerstr. 42 47,665168° N, 9,171025° O                                                 | Pauline Gutjahr, gest. am 4. März 1957 in Konstanz Der Stolperstein wurde am 4. Oktober 2007 verlegt. |
| | Hier wohnte Annelies Haymann Jg. 1916 Flucht 1939 England überlebt | Brauneggerstr. 51 47,666695° N, 9,171411° O                                                 | Annelies Haymann, gest. am 23. Oktober 2001 in Naharia (Israel) Der Stolperstein wurde am 18. Mai 2012 verlegt. |
| | Hier wohnte Friedel Haymann Jg. 1908 Flucht 1939 England überlebt | Brauneggerstr. 51 47,666695° N, 9,171411° O                                                 | Friedel Haymann, gest. am 26. April 1995 in Chiltern und Southbucks, London/UK Der Stolperstein wurde am 18. Mai 2012 verlegt. |
| | Hier wohnte Gerda Haymann Jg. 1909 Flucht 1935 Jugoslawien Palästina überlebt | Brauneggerstr. 51 47,666695° N, 9,171411° O                                                 | Gerda Haymann, gest. in Palästina Der Stolperstein wurde am 18. Mai 2012 verlegt. |
| | Hier wohnte Max Haymann Jg. 1872 gedemütigt / entrechtet tot 1934 | Brauneggerstr. 51 47,666695° N, 9,171411° O                                                 | Max Haymann Der Stolperstein wurde am 18. Mai 2012 verlegt. |
| | Hier wohnte Sofie Haymann geb. Bickart Jg. 1885 deportiert 1940 Gurs 1942 Auschwitz ermordet 31.8.1942                                                                                            | Brauneggerstr. 51 47,666695° N, 9,171411° O                                                 | Sofie Haymann Der Stolperstein wurde am 18. Mai 2012 verlegt. |
| | Hier lebte Schwester Brigitte Hilberling Jg. 1898 Dominikanerinnenkloster Zoffingen Verhaftet 14.1.1944 "Wehrkraftzersetzung" Gefängnis Berlin Befreit 27.4.1945                                  | Brückengasse 15 47,66479° N, 9,17647° O                                                     | Brigitte Hilberling, gest. am 4. Sept. 1985 in Konstanz Der Stolperstein wurde am 1. November 2019 verlegt. |
| | Friedrich Held Jg. 1904 verhaftet 1935 Flucht 1936 nach Spanien Int. Brigade Thälmann 1938 Frankreich interniert Drancy deportiert 1943 Sachsenhausen befreit                                     | Brückengasse 18; nicht mehr existent, war Ecke Nr. 14 47,66483° N, 9,17675° O               | Friedrich Held, gest. am 28.1.1957 Der Stolperstein wurde am 3. Juli 2016 verlegt. |
| | Hier wohnte Hubert Hormes Jg. 1876 im Widerstand/SPD verhaftet 1944 Aktion 'Gitter' Natzweiler-Struthof Dachau, Mauthausen entlassen 20.10.1944                                                   | Bücklestraße 50a, frühere Schneckenburgstraße 23 47,67642° N, 9,17214° O                    | Hubert Hormes, gest. im Alter von 94 Jahren am 13.10.1970 in Konstanz Der Stolperstein wurde am 13. September 2015 verlegt. |
| | Hier wohnte Josef Anselm Jg. 1905 verhaftet 1938 „Vorbereitung Hochverrat“ Gefängnis Ludwigsburg entlassen März 1941                                                                              | Bücklestraße/Oberlohnstr., ehemals Hindenburgstr. 52 47,679238° N, 9,164413° O              | Josef Anselm Der Stolperstein wurde am 25. September 2020 verlegt. |
| | Hier wohnte Anna Hermann Jg. 1890 verhaftet 1940 ‘Vorbereitung zum Hochverrat’ Gefängnis Konstanz Schwäbisch Gmünd entlassen 1940 überlebt                                                        | Buhlenweg 25 47,68604° N, 9,160651° O                                                       | Anna Hermann, geb. Höfler; gest. am 19. Mai 1966 in Weiterdingen/Hegau Der Stolperstein wurde am 13. Juli 2011 verlegt. |
| | Hier wohnte Henriette Hedwig Picard geb. Guggenheim Jg. 1892 Flucht 1940 USA | Conrad-Gröber-Str. 8 47,666702° N, 9,189076° O                                              | Henriette Hedwig Picard, gest. am 16. Oktober 1979 in Los Angeles/USA Der Stolperstein wurde am 27. Juni 2014 verlegt. |
| | Hier wohnte Josef Picard Jg. 1879 Flucht 1940 USA überlebt | Conrad-Gröber-Str. 8 47,666702° N, 9,189076° O                                              | Josef Picard, gest. am 31.08.1946 in Los Angeles Der Stolperstein wurde am 27. Juni 2014 verlegt. |
| | Hier wohnte Peter Picard Jg. 1919 Flucht 1940 USA überlebt | Conrad-Gröber-Str. 8 47,666702° N, 9,189076° O                                              | Peter Picard, gest. am 11. August 2013 in Walnut Creek, Kalifornien Der Stolperstein wurde am 27. Juni 2014 verlegt. |
| | Hier wohnte Karl Hartmann Jg. 1898 verhaftet 1940 Hochverrat Zuchthaus Ludwigsburg 1942 Dachau deportiert 1944 Majdanek Schicksal unbekannt                                                       | Dacherstr. 4 47,662324° N, 9,164051° O                                                      | Karl Hartmann |
| | Hier wohnte Irene Fuchs Jg. 1905 Flucht 1937 Palästina 1938 Schweiz ausgewiesen 1939 England | Döbelestr. 2 47,658625° N, 9,169696° O                                                      | Irene Fuchs |
| | Hier wohnte Selma Fuchs Jg. 1882 deportiert 1940 Gurs interniert Drancy 1944 Auschwitz ermordet 30.3.1944                                                                                         | Döbelestr. 2 47,658625° N, 9,169696° O                                                      | Selma Fuchs |
| | Hier wohnte Adelheid Bloch Jg. 1908 eingewiesen ‘Heilanstalt’ Grafeneck ermordet 26.6.1940 T4-Aktion                                                                                              | Döbelestr. 4 47,658637° N, 9,169592° O                                                      | Adelheid Bloch |
| | Hier wohnte Ida Bloch geb. Weil Jg. 1878 Flucht 1939 Schweiz–Brasilien überlebt | Döbelestr. 4 47,658637° N, 9,169592° O                                                      | Ida Bloch |
| | Hier wohnte Moritz Bloch Jg. 1868 Flucht 1939 Schweiz–Brasilien überlebt | Döbelestr. 4 47,658637° N, 9,169592° O                                                      | Moritz Bloch |
| | Hier wohnte Bruno Wilhelm Schlegel Jg. 1904 im Widerstand verhaftet 1938 Zuchthaus Ludwigsburg entlassen 1941                                                                                     | Döbelestr. 4 47,658637° N, 9,169592° O                                                      | Bruno Wilhelm Schlegel |
| | Hier wohnte Ernst Thanhauser Jg. 1913 Flucht 1935 Palästina | Döbelestr. 4 47,658637° N, 9,169592° O                                                      | Ernst Thanhauser |
| | Hier wohnte Hans Thanhauser Jg. 1879 verhaftet 11.11.1938 Opfer des Pogrom KZ Dachau ermordet 4.12.1938                                                                                           | Döbelestr. 4 47,658637° N, 9,169592° O                                                      | Hans Thanhauser |
| | Hier wohnte Heinz Karl Thanhauser Jg. 1920 Flucht 1937 Palästina | Döbelestr. 4 47,658637° N, 9,169592° O                                                      | Heinz Karl Thanhauser |
| | Hier wohnte Kurt Thanhauser Jg. 1915 Flucht 1937 Brasilien Argentinien | Döbelestr. 4 47,658637° N, 9,169592° O                                                      | Kurt Thanhauser |
| | Hier wohnte Martha Thanhauser geb. Oettinger Jg. 1886 Flucht 1939 Argentinien | Döbelestr. 4 47,658637° N, 9,169592° O                                                      | Martha Thanhauser |
| | Hier wohnte Anna Schaumann geb. Allweier Jg. 1885 Zeugin Jehovas verhaftet 1939 Gefängnis Konstanz 1940 Ravensbrück Schicksal unbekannt                                                           | Döbelestr. 6 47,658668° N, 9,169314° O                                                      | Anna Schaumann |
| | Hier wohnte Klara Goldmann geb. Weissenburger Jg. 1875 deportiert 1940 Gurs befreit / überlebt | Eichhornstr. 20 47,669125° N, 9,191325° O                                                   | Klara Goldmann |
| | Hier wohnte Dr. Moritz Goldmann Jg. 1871 'Schutzhaft' 1938 Dachau deportiert 1940 Gurs befreit / überlebt                                                                                         | Eichhornstr. 20 47,669125° N, 9,191325° O                                                   | Dr. Moritz Goldmann |
| | Hier wohnte Andreas Friedrich Jg. 1918 im Widerstand verhaftet 1942 ‚Hochverrat‘ Zuchthaus Bruchsal befreit 1945                                                                                  | Emmishofer Str. 4 47,657412° N, 9,170744° O                                                 | Andreas Friedrich |
| | Hier wohnte Paulina Hofmaier geb. Feuerstein Jg. 1890 Zeugin Jehovas verhaftet 1936 Gefängnis Konstanz Gefängnis Gotteszell 1937 Moringen Ravensbrück befreit / überlebt                          | Emmishofer Str. 8 47,657259° N, 9,170557° O                                                 | Paulina Hofmaier geb. Feuerstein |
| | Hier wohnte Else Büchler Geb. Kahn Jg. 1909 Gedemütigt / Entrechtet Mit Hilfe überlebt | Emmishofer Str. 10 47,657085° N, 9,170377° O                                                | Else Büchler Der Stolperstein wurde am 1. November 2019 verlegt. |
| | Hier wohnte Ludwig Büchler Jg. 1900 Gegner der NS-Diktatur Scheidung verweigert überlebt | Emmishofer Str. 10 47,657085° N, 9,170377° O                                                | Ludwig Büchler Der Stolperstein wurde am 1. November 2019 verlegt. |
| | Hier wohnte Margot Heim Jg. 1930 Flucht 1939 Frankreich 1942 Schweiz überlebt | Emmishofer Str. 10 47,657085° N, 9,170377° O                                                | Margot Heim |
| | Hier wohnte Markus Heim Jg. 1892 Flucht 1939 Schweiz Arbeitslager Davesco überlebt | Emmishofer Str. 10 47,657085° N, 9,170377° O                                                | Markus Heim |
| | Hier wohnte Selma Heim geb. Mayer Jg. 1902 Flucht 1939 Frankreich 1942 Schweiz überlebt | Emmishofer Str. 10 47,657085° N, 9,170377° O                                                | Selma Heim |
| | Hier wohnte Joseph Wilhelm Ill Jg. 1909 verhaftet 1943 Dienst an der Waffe verweigert | Fischenzstr. 55 47,666139° N, 9,159314° O                                                   | Joseph Wilhelm Ill |
| | Hier wohnte Vinzenz Kerle Jg. 1884 im Widerstand / KPD verhaftet 1935 Kislau 1939 Gefängnis Konstanz entlassen 14.10.1939                                                                         | Fischerstr. 28 47,68104° N, 9,21135° O                                                      | Vinzenz Kerle |
| | Hier wohnte Johann Okle Jg. 1916 verhaftet 1940 Zuchthaus Ludwigsburg deportiert 1942 Dachau überlebt                                                                                             | Freibürgleweg 5 47,684308° N, 9,154853° O                                                   | Johann Okle |
| | Hier wohnte Frieda Hofgärtner Jg. 1908 eingewiesen 1917 Heilanstalt Mosbach ‘verlegt’ 20.9.1940 Grafeneck ermordet 20.9.1940 ‘Aktion T4’                                                          | Friedrichstr. 30 47,67779° N, 9,185317° O                                                   | Frieda Hofgärtner Der Stolperstein wurde am 25. September 2020 verlegt. |
| | Hier wohnte Jakob Stoll Jg. 1899 verhaftet 1933 Ankenbuck Flucht 1937 Spanien Int. Brigade Spanien 1944 Dachau überlebt                                                                           | Fürstenbergstr. 14 47,687129° N, 9,150243° O                                                | Jakob Stoll |
| | Hier wohnte Otto Greis Jg. 1906 Verhaftet 1939 "Vorbereitung Hochverrat" Gefängnis Ravensburg Entlassen 21.6.1941                                                                                 | Fürstenbergstr. 72 47,683843° N, 9,156004° O                                                | Otto Greis Der Stolperstein wurde am 1. November 2019 verlegt. |
| | Hier wohnte Rolf Mühlhahn Jg. 1940 eingewiesen 1944 Heilanstalt Kaufbeuren ermordet 8.12.1944 | Gottlieber Str. 10 47,662032° N, 9,168463° O                                                | Rolf Mühlhahn |
| | Hier wohnte Anna Wieler Jg. 1889 deportiert 1941 Riga ermordet | Hebelstr. 6-8 47,66723° N, 9,19245° O                                                       | Anna Wieler |
| | Hier wohnte Irma Wieler Jg. 1882 deportiert 1942 Izbica ermordet | Hebelstr. 6-8 47,66723° N, 9,19245° O                                                       | Irma Wieler |
| | Hier wohnte Karl Egon Fuchs Jg. 1932 eingewiesen 1937 St. Josefsheim Herten 'verlegt' 29.8.1940 Grafeneck ermordet 29.8.1940 Aktion T4                                                            | Hindenburgstr. 10 47,67161° N, 9,17158° O                                                   | Karl Egon Fuchs |
| | Hier wohnte Laura Behringer Jg. 1904 verhaftet 1943 ‘Wehrkraftzersetzung’ Gefängnis Gotteszell Bergen-Belsen überlebt                                                                             | Hüetlinstr. 19 47,656916° N, 9,173881° O                                                    | Laura Behringer |
| | Hier wohnte Bona Guggenheim geb. Jung Jg. 1881 Flucht 1939 Argentinien überlebt | Hüetlinstr. 21 47,656826° N, 9,173721° O                                                    | Bona Guggenheim |
| | Hier wohnte Dagobert Guggenheim Jg. 1910 deportiert 1940 Gurs Les Milles ermordet Aug. 1942 Auschwitz                                                                                             | Hüetlinstr. 21 47,656826° N, 9,173721° O                                                    | Dagobert Guggenheim |
| | Hier wohnte Isi Guggenheim Jg. 1915 Flucht 1938 Argentinien überlebt | Hüetlinstr. 21 47,656826° N, 9,173721° O                                                    | Isi Guggenheim |
| | Hier wohnte Salomon Guggenheim Jg. 1877 deportiert 1940 Gurs Les Milles ermordet 16.8.1942 Auschwitz                                                                                              | Hüetlinstr. 21 47,656826° N, 9,173721° O                                                    | Salomon Guggenheim |
| | Hier wohnte Toni Guggenheim geb. Jung Jg. 1891 deportiert 1940 Gurs Les Milles ermordet 16.8.1942 Auschwitz                                                                                       | Hüetlinstr. 21 47,656826° N, 9,173721° O                                                    | Toni Guggenheim |
| | Hier wohnte Mathilde Althoff Jg. 1914 eingewiesen 1921 Heilanstalt Mosbach ‘verlegt’ 17.9.1940 Grafeneck ermordet 17.9.1940 ‘Aktion T4’                                                           | Hüetlinstr. 31 47,65664° N, 9,17342° O                                                      | Mathilde Althoff Der Stolperstein wurde am 25. September 2020 verlegt. |
| | Hier wohnte Paul Raddatz Jg. 1906 verhaftet 1940 ‘Vorbereitung zum Hochverrat’ Zuchthaus Ludwigsburg 1942 Dachau befreit / überlebt                                                               | Hussenstr. 29 47,659332° N, 9,171838° O                                                     | Paul Raddatz |
| | Hier wohnte Clothilde Neumann geb. Billigheimer Jg. 1881 deportiert 1940 Gurs 1942 Drancy- Auschwitz-Birkenau ermordet 14.8.1942                                                                  | Hussenstr. 31 47,659166° N, 9,17165° O                                                      | Clothilde Neumann |
| | Hier wohnte Moritz Neumann Jg. 1876 'Schutzhaft' 1938 Dachau deportiert 1940 Gurs 1942 Drancy- Auschwitz-Birkenau ermordet 14.8.1942                                                              | Hussenstr. 31 47,659166° N, 9,17165° O                                                      | Moritz Neumann |
| | Hier wohnte Kurt Albert Ströhle Jg. 1922 eingewiesen 1927 St. Josefsheim Herten 'verlegt' 10.10.1940 Grafeneck ermordet 10.10.1940 Aktion T4                                                      | Hussenstr. 40 47,65923° N, 9,17158° O                                                       | Kurt Albert Ströhle |
| | Hier wohnte Karl Grosshans Jg. 1899 verhaftet 1933 KZ Heuberg – KZ Kislau KZ Natzweiler – KZ Dachau befreit 9.5.1945 tot an Haftfolgen                                                            | Hussenstr. 43 47,659013° N, 9,171137° O                                                     | Karl Großhans |
| | Hier wohnte Wilma Haisch Jg. 1879 eingewiesen 1924 Heilanstalt Reichenau 'verlegt' 17.06.1940 Grafeneck ermordet 17.06.1940 Aktion T4                                                             | Kanzleistr. 1 47,660298° N, 9,174797° O                                                     | Wilma Haisch |
| | Hier wohnte Karl Huber Jg. 1908 eingewiesen 1939 Heil- und Pflegeanstalt Reichenau 'verlegt' 13.11.1940 Grafeneck ermordet 13.11.1940 Aktion T4                                                   | Kanzleistr. 4 47,660409° N, 9,174692° O                                                     | Karl Huber |
| | Hier wohnte Louis Übrig Jg. 1907 Flucht 1936 Spanien Intern. Brigade Thälmann Flucht 1938 Frankreich deportiert 1939 Dachau Fluchtversuch 23.1.1939 ermordet 11.2.1939                            | Kanzleistr. 7 47,660429° N, 9,174201° O                                                     | Louis Übrig Der Stolperstein wurde am 25. September 2020 verlegt. |
| | Hier wohnte Emma Wippler geb. Schweizer Jg. 1882 eingewiesen 27.6.1940 ‘Heilanstalt’ Grafeneck ermordet 27.6.1940 Aktion T4                                                                       | Kanzleistr. 7 47,660429° N, 9,174201° O                                                     | Emma Wippler |
| | Hier wohnte Else Schatz Jg. 1909 Flucht 1937 USA überlebt | Kanzleistr. 9 47,660457° N, 9,174086° O                                                     | Else Schatz |
| | Hier wohnte Ida Schatz geb. Tannhäuser Jg. 1882 Flucht 1939 USA überlebt | Kanzleistr. 9 47,660457° N, 9,174086° O                                                     | Ida Schatz |
| | Hier wohnte Louis Schatz Jg. 1871 deportiert 1940 Gurs überlebt | Kanzleistr. 9 47,660457° N, 9,174086° O                                                     | Louis Schatz |
| | Hier wohnte Hans Venedey Jg. 1902 1930-1933 SPD-Gemeinderat 'Schutzhaft' 1933 Flucht Frankreich 1941 Lager Villerbon 1944 Schweiz überlebt                                                        | Kanzleistr. 11 (heute Rathaus, hinterer Innenhof) 47,660044° N, 9,173244° O                 | Dr. Hans Venedey |
| | Hier wohnte Emil Götschl Jg. 1920 Flucht 1937 Spanien Internationale Brigaden Schicksal unbekannt                                                                                                 | Katzgasse 1 47,66347° N, 9,17496° O                                                         | Emil Götschl |
| | Hier wohnte Josef Götschl Jg. 1914 verhaftet 1939 Dachau Sachsenhausen ermordet 28.1.1941 | Katzgasse 1 47,66347° N, 9,17496° O                                                         | Josef Götschl |
| | Hier wohnte Karl Katz Jg. 1892 Eingewiesen 1933 Heilanstalt Reichenau "Verlegt" 24.7.1940 Grafeneck Ermordet 24.7.1940 "Aktion T4"                                                                | Katzgasse 5 47,663502° N, 9,175061° O                                                       | Karl Katz Der Stolperstein wurde am 1. November 2019 verlegt. |
| | Hier wohnte Leo M. Hafner Jg. 1905 verhaftet 1939 Gefängnis Ulm 1942 Dachau tot 8.3.1945 | Klostergasse 5 47,66567° N, 9,17625° O                                                      | Leo M. Hafner |
| | Hier wohnte Rosa Artz Jg. 1880 im Widerstand verhaftet 1935 Gefängnis Konstanz entlassen 1935 | Konradigasse 3 47,665118° N, 9,174987° O                                                    | Rosa Artz |
| | Hier wohnte Wilhelm Artz Jg. 1880 im Widerstand verhaftet 1935 Zuchthaus Ludwigsburg entlassen 1938                                                                                               | Konradigasse 3 47,665118° N, 9,174987° O                                                    | Wilhelm Artz |
| | Hier wohnte Rupert Renner Jg. 1884 verhaftet 1938 ‘Vorbereitung Hochverrat’ Zuchthaus Ludwigsburg deportiert 1942 Dachau überlebt                                                                 | Konradigasse 4 47,665104° N, 9,174959° O                                                    | Rupert Renner |
| | Hier wohnte Arthur Kressner Jg. 1901 verhaftet 1941 ‘Vorbereitung zum Hochverrat’ Dachau Buchenwald Neuengamme ermordet 4.7.1943                                                                  | Konradigasse 22 47,66593° N, 9,17579° O                                                     | Arthur Kressner |
| | Hier wirkte Willy SCHÜRMANN-HORSTER Jg. 1900 im Widerstand verhaftet 1934 und 1942 ‘Hochverrat’ Berlin-Plötzensee hingerichtet 9.9.1943                                                           | Konzilstr. 11 (Stadttheater) 47,663859° N, 9,177448° O                                      | Willy Schürmann-Horster |
| | Hier wohnte Albert Rosenfeld Jg. 1877 deportiert 1940 Gurs tot 5.11.1940 | Kreuzlingerstr. 5 47,658073° N, 9,170829° O                                                 | Albert Rosenfeld |
| | Hier wohnte Siegfried Rosenfeld Jg. 1874 gedemütigt / entrechtet Flucht in den Tod 22.4.1938 | Kreuzlingerstr. 5 47,658073° N, 9,170829° O                                                 | Siegfried Rosenfeld |
| | Hier wohnte Paul Martin Jg. 1904 im Widerstand / KPD seit 1933 mehrmals verhaftet Arbeitslager Ankenbuck entlassen 1934                                                                           | Kreuzlingerstr. 8 47,65798° N, 9,17071° O                                                   | Paul Martin |
| | Hier wohnte Helene Dukas Jg. 1890 deportiert 1940 Gurs interniert Drancy 1942 Auschwitz ermordet                                                                                                  | Kreuzlingerstr. 68 47,655716° N, 9,172983° O                                                | Helene Dukas Der Stolperstein wurde am 25. September 2020 verlegt. |
| | Hier wohnte Klara Dukas Jg. 1882 deportiert 1940 Gurs interniert Drancy 1942 Auschwitz ermordet                                                                                                   | Kreuzlingerstr. 68 47,655716° N, 9,172983° O                                                | Klara Dukas Der Stolperstein wurde am 25. September 2020 verlegt. |
| | Hier wohnte Berta Maurer geb. Männer Jg. 1895 Zeugin Jehovas verhaftet 1936 1937 KZ Moringen 1938 KZ Lichtenburg 1939 Ravensbrück überlebt                                                        | Löhrystr. 4 47,666093° N, 9,168731° O                                                       | Berta Maurer |
| | Hier wohnte Ernst König Jg. 1899 eingewiesen 27.7.1940 ‘Heilanstalt’ Grafeneck ermordet 27.7.1940 T4-AKTION                                                                                       | Luisenstr. 9a (Herzklinik) 47,671727° N, 9,185349° O                                        | Ernst König |
| | Hier wohnte Thekla Meinrad geb. Neuburger Jg. 1885 Flucht 1933 Palästina | Lutherplatz 3 47,66112° N, 9,17147° O                                                       | Thekla Meinrad |
| | Hier wohnte Rudolf Neuburger Jg. 1883 Deportiert 1940 Gurs Interniert Rivesaltes Tot 22.2.1942 | Lutherplatz 3 47,66112° N, 9,17147° O                                                       | Rudolf Neuburger |
| | Hier wohnte Otto Emil Weltin Jg. 1903 eingewiesen 1928 Heilanstalt Rottenmünster zwangssterilisiert 1934 1936 Heilanstalt Reichenau „verlegt“ 25.2.1941 Heilanstalt Emmendingen ermordet 3.6.1944 | Mainaustr. 158 47,682605° N, 9,20198° O                                                     | Otto Emil Weltin Der Stolperstein wurde am 21. Oktober 2021 verlegt. |
| | Hier wohnte Friedrich W. Sernatinger Jg. 1898 verhaftet 1934 ‘Vorbereitung zum Hochverrat’ 1940 Zuchthaus Ludwigsburg 1942 Dachau überlebt                                                        | Mainaustr. 174 47,68421° N, 9,201988° O                                                     | Friedrich Wilhelm Sernatinger |
| Bild gesucht Der Benutzer GeorgDerReisende ( Diskussion ) wünscht sich an dieser Stelle ein Bild vom Ort mit diesen Koordinaten 47.66361 9.1629 . Motiv: Mangoldstraße 12: der Stolperstein für Alfred Sauter, die Lage und das Haus Falls du dabei helfen möchtest, erklärt die Anleitung , wie das geht. BW            | Hier wohnte Alfred Sauter Jg. 1898 Im Widerstand Verhaftet 30.7.1937 'Rundfunkverbrechen' Kislau, Dachau Grafeneck Entlassen 20.4.1939                                                            | Mangoldstraße 12 47,66362° N, 9,16291° O                                                    | Alfred Sauter Der Stolperstein wurde am 17. November 2022 verlegt. |
| | Hier wohnte Eugen Badent Jg. 1871 im Widerstand verhaftet 1939 Sachsenhausen ermordet 25.11.1940 Dachau                                                                                           | Markgrafenstr. 63 47,672695° N, 9,171299° O                                                 | Eugen Badent |
| | Hier wohnte Katharina Badent Jg. 1877 Zeugin Jehovas verhaftet 1936 Gefängnis Konstanz 1937 Moringen Lichtenburg entlassen 1938                                                                   | Markgrafenstr. 63 47,672695° N, 9,171299° O                                                 | Katharina Badent |
| | Hier wohnte Johann Messmer Jg. 1883 im Widerstand verhaftet 18.6.1942 Gefängnis Konstanz Natzweiler-Struthof ermordet 13.2.1943 Dachau                                                            | Markgrafenstr. 63 47,672695° N, 9,171299° O                                                 | Johann Messmer |
| | Hier wohnte Ivan Leib Jg. 1878 Flucht 1934 Schweiz 1939 USA | Marktstätte 19 47,660178° N, 9,172791° O                                                    | Ivan Leib Der Stolperstein wurde am 21. Oktober 2021 verlegt. |
| | Hier wohnte Hedwig Leib Jg. 1883 Flucht 1934 Schweiz 1939 USA | Marktstätte 19 47,660178° N, 9,172791° O                                                    | Hedwig Leib, geb. Bloch Der Stolperstein wurde am 21. Oktober 2021 verlegt. |
| | Hier wohnte Hanna Leib Jg. 1916 Flucht 1937 Schweiz England | Marktstätte 19 47,660178° N, 9,172791° O                                                    | Hanna Leib, verh. Dreifuss Der Stolperstein wurde am 21. Oktober 2021 verlegt. |
| | Hier wohnte Ida Leib Jg. 1912 Flucht 1935 USA | Marktstätte 19 47,660178° N, 9,172791° O                                                    | Ida Leib, verh. Spiegel Der Stolperstein wurde am 21. Oktober 2021 verlegt. |
| | Hier wohnte Otto S. Leib Jg. 1909 Flucht 1933 Schweiz, Österreich Tschechoslowakei Palästina 1937 USA                                                                                             | Marktstätte 19 47,660178° N, 9,172791° O                                                    | Otto Siegfried Leib Der Stolperstein wurde am 21. Oktober 2021 verlegt. |
| | Hier wohnte Anna LeDantec geb. Reinhardt Jg. 1927 verhaftet 1940 Gefängnis Hohenasperg entlassen 1940 zwangssterilisiert 1944 überlebt                                                            | Max-Stromeyer-Str. 106 47,674355° N, 9,168122° O                                            | Anna LeDantec |
| | Hier wohnte Georg Reinhardt Jg. 1910 verhaftet 1940 Gefängnis Hohenasperg entlassen 1940 zwangssterilisiert 1944 überlebt                                                                         | Max-Stromeyer-Str. 106 47,674355° N, 9,168122° O                                            | Georg Reinhardt |
| | Hier wohnte Alois Zollner Jg. 1883 verhaftet 1935 Gefängnis Mannheim 1939 Gefängnis Stuttgart überlebt                                                                                            | Max-Stromeyer-Str. 106 47,674355° N, 9,168122° O                                            | Alois Zollner |
| | Hier wohnte Franziska Rüttgeroth geb. Hiller Jg. 1887 Eingewiesen 1935 Heilanstalt Reichenau 'Verlegt' 14.8.1940 Grafeneck Ermordet 14.8.1940 'Aktion T4'                                         | Max-Stromeyer-Str. 118 (früher: Weiherhof 102) 47,67494° N, 9,16637° O                      | Franziska Rüttgeroth |
| | Hier wohnte Emma Adler Jg. 1875 gedemütigt / entrechtet tot 1936 | Neugasse 30 47,659052° N, 9,172739° O                                                       | Emma Adler |
| | Hier wohnte Jonas Adler Jg. 1875 gedemütigt / entrechtet tot 1933 | Neugasse 30 47,659052° N, 9,172739° O                                                       | Jonas Adler |
| | Hier wohnte Erhard Weisshaupt Jg. 1908 im Widerstand / KPD verhaftet 1935 wegen kommunistischer Äusserungen 1938 Buchenwald ermordet 26.6.1942                                                    | Neugasse 36 47,659138° N, 9,172159° O                                                       | Erhard Weisshaupt Der Stolperstein wurde am 21. Oktober 2021 verlegt. |
| | Hier lehrte Dr. Hermann Venedey Jg. 1904 Flucht 1933 Schweiz überlebt | Neuhauserstr. 1 (Suso-Gymnasium) 47,669909° N, 9,188072° O                                  | Dr. Hermann Venedey Vor dem Suso-Gymnasium, wo er dem Hissen der Hakenkreuzfahne entgegentrat und dadurch den Beamtenstatus verlor, wurde zur Erinnerung an ihn im Juli 2011 ein Stolperstein mit seinen Lebensdaten verlegt. Er floh in die Schweiz und war nach dem Ende des Zweiten Weltkriegs Schulleiter, zuletzt am Alexander-von-Humboldt-Gymnasium. |
| | Hier wohnte Agnes Endres geb. Schott Jg. 1894 1935 Entmündigung eingewiesen 1935 Heilanstalt Reichenau zwangssterilisiert 1936 Entlassung 6.2.1941                                                | Neuhauser Str. 31 47,668379° N, 9,18907° O                                                  | Agnes Endres, geb. Schott Der Stolperstein wurde am 21. Oktober 2021 verlegt. |
| | Hier wohnte Erwin Jung Jg. 1883 Deportiert 1942 Theresienstadt Ermordet 23.1.1943 Auschwitz | Obere Laube 44 47,66003° N, 9,17096° O                                                      | Erwin Jung |
| Bild gesucht Der Benutzer GeorgDerReisende ( Diskussion ) wünscht sich an dieser Stelle ein Bild vom Ort mit diesen Koordinaten 47.65981 9.1708 . Motiv: Obere Laube 46: die Stolpersteine für die Familie Spiegel, die Lage und das Haus Falls du dabei helfen möchtest, erklärt die Anleitung , wie das geht. BW       | Hier wohnte Alfred Spiegel Jg. 1900 'Schutzhaft' 1938 Dachau Deportiert 1940 Gurs Interniert Les Milles Flucht 1941 Brasilien                                                                     | Obere Laube 46 47,6598° N, 9,1708° O                                                        | Alfred Spiegel Der Stolperstein wurde am 17. November 2022 verlegt. |
| | Hier wohnte Margarethe Spiegel Jg. 1902 Flucht 1934 Brasilien | Obere Laube 46 47,6598° N, 9,1708° O                                                        | Margarethe Spiegel Der Stolperstein wurde am 17. November 2022 verlegt. |
| | Hier wohnte Gisela Guggenheim geb. Billigheimer Jg. 1883 Flucht 1938 Schweiz England Kanada / USA überlebt                                                                                        | Obere Laube 52 47,659233° N, 9,170342° O                                                    | Gisela Guggenheim geb. Billigheimer |
| | Hier wohnte Hans Liebermann Jg. 1903 verhaftet 1938 Dachau Lublin ermordet 1941 | Obere Laube 64 47,658492° N, 9,170316° O                                                    | Hans Liebermann |
| | Hier wohnte Hedwig Liebermann geb. Wieler Jg. 1875 eingewiesen ‚Heilanstalt‘ Hadamar ermordet 1941                                                                                                | Obere Laube 64 47,658492° N, 9,170316° O                                                    | Hedwig Liebermann |
| | Hier wohnte Heinrich Liebermann Jg. 1866 deportiert 1940 Gurs tot 1942 im Lager Noé | Obere Laube 64 47,658492° N, 9,170316° O                                                    | Heinrich Liebermann |
| | Hier wohnte Gertrud Liebermann Jg. 1902 deportiert 1940 Gurs Lager Noé überlebt | Obere Laube 64 47,658492° N, 9,170316° O                                                    | Gertrud Liebermann |
| | Hier wohnte Paul Liebermann Jg. 1899 deportiert 1940 Gurs Lager Noé überlebt | Obere Laube 64 47,658492° N, 9,170316° O                                                    | Paul Liebermann |
| | Hier wohnte Richard Liebermann Jg. 1900 verhaftet 1938 Dachau deportiert 1940 Gurs Lager Noé überlebt                                                                                             | Obere Laube 64 47,658492° N, 9,170316° O                                                    | Richard Liebermann |
| Bild gesucht Der Benutzer GeorgDerReisende ( Diskussion ) wünscht sich an dieser Stelle ein Bild vom Ort mit diesen Koordinaten 47.65961 9.17108 . Motiv: Obere Laube 73: der Stolperstein für Bella Stern, die Lage und das Haus Falls du dabei helfen möchtest, erklärt die Anleitung , wie das geht. BW               | Hier wohnte Bella Stern geb. Dreifuss Jg. 1885 Deportiert 1942 Transit-Ghetto Izbica Ermordet | Obere Laube 73 47,65959° N, 9,17107° O                                                      | Bella Stern geb. Dreifuss Der Stolperstein wurde am 17. November 2022 verlegt. |
| | Hier wohnte Friedrich Wilhelm Motz Jg. 1908 verhaftet 1938 und 1940 KZ Buchenwald ermordet 22.10.1942                                                                                             | Paradiesstr. 8 47,66112° N, 9,172589° O                                                     | Friedrich Wilhelm Motz |
| | Hier wohnte Bertha Hilda Schroff Jg. 1911 eingewiesen 6.7.1937 Heilanstalt Reichenau zwangssterilisiert 1938 eingewiesen 4.3.1941 Heilanstalt Emmendingen tot 30.5.1944                           | Radolfzeller Str. 56 47,693346° N, 9,144683° O                                              | Bertha Hilda Schroff |
| | Hier wohnte Hans Stöhr Jg. 1900 mehrmals verhaftet zuletzt 1939 ‘Vorbereitung zum Hochverrat’ Gefängnis Ulm überlebt                                                                              | Rauhgasse 3 47,679318° N, 9,185459° O                                                       | Hans Stöhr |
| | Hier wohnte Viktor Freund Jg. 1902 im Widerstand/KPF verhaftet 1942 ‘Vorbereitung zum Hochverrat’ hingerichtet 13.5.1943 Klingelpütz Köln                                                         | Rheingasse 12 47,66512° N, 9,17626° O                                                       | Viktor Freund |
| | Hier wohnte Robert Ballast Jg. 1923 Im Widerstand Verhaftet 1942 „Hochverrat“ Zuchthaus Ludwigsburg Befreit 1945                                                                                  | Rheingasse 15 47,665214° N, 9,176306° O                                                     | Robert Ballast |
| | Hier wohnte Anna Fürst Jg. 1913 Flucht 1939 London | Rheingasse 15 47,665214° N, 9,176306° O                                                     | Anna Fürst |
| | Hier wohnte Moritz Max Fürst Jg. 1886 ‚Schutzhaft‘ 1938 Dachau Deportiert 1940 Gurs Interniert Drancy 1942 Auschwitz Ermordet 9.9.1942                                                            | Rheingasse 15 47,665214° N, 9,176306° O                                                     | Moritz Max Fürst |
| | Hier wohnte Salomea Fürst geb. Schmulewitz Jg. 1888 Deportiert 1940 Gurs Interniert Drancy 1942 Auschwitz Ermordet 9.9.1942                                                                       | Rheingasse 15 47,665214° N, 9,176306° O                                                     | Salomea Fürst |
| | Hier wohnte Berta Schmulewitz geb. Alexander Jg. 1858 Deportiert 1940 Gurs Interniert Drancy 1943 Auschwitz Ermordet 13.2.1943                                                                    | Rheingasse 15 47,665214° N, 9,176306° O                                                     | Berta Schmulewitz |
| | Hier wohnte Bernhard Goldlust Jg. 1896 verhaftet 1938 Dachau Flucht 1939 England tot 17.5.1943 | Rheingutstr. 1 47,666565° N, 9,17304° O                                                     | Bernhard Goldlust |
| | Hier wohnte Leo Goldlust Jg. 1924 deportiert 1940 Gurs Rivesaltes Flucht 1942 überlebt in Frankreich                                                                                              | Rheingutstr. 1 47,666565° N, 9,17304° O                                                     | Leo Goldlust |
| | Hier wohnte Manya Goldlust geb. Bidermann Jg. 1894 deportiert 1940 Gurs Rivesaltes Drancy ermordet 16.8.1942 Auschwitz                                                                            | Rheingutstr. 1 47,666565° N, 9,17304° O                                                     | Manya Goldlust |
| | Hier wohnte Paula Goldlust Jg. 1928 deportiert 1940 Gurs Rivesaltes Flucht 1942 überlebt in Schweiz                                                                                               | Rheingutstr. 1 47,666565° N, 9,17304° O                                                     | Paula Goldlust |
| | Hier wohnte Konrad Hanser Jg. 1883 Im Widerstand Verhaftet 1933 Sondergericht Mannheim Gefängnis Freiburg Entlassen Mai 1934                                                                      | Rheingutstr. 10 47,666772° N, 9,172295° O                                                   | Konrad Hanser |
| | Hier wohnte Hugo Hämmer Jg. 1906 Eingewiesen 1930 Heilanstalt Reichenau 'Verlegt' 24.7.1940 Grafeneck Ermordet 24.7.1940 'Aktion T4'                                                              | Rheingutstr. 13 47,666738° N, 9,171076° O                                                   | Hugo Hämmer |
| | Hier wohnte Josef Geiger Jg. 1877 mehrfach verhaftet §175 verurteilt/inhaftiert eingewiesen 12.8.1938 Heilanstalt Reichenau 'verlegt' 12.6.1940 Grafeneck ermordet 12.6.1940 Aktion T4            | Rheingutstr. 34 47,667298° N, 9,16686° O                                                    | Josef Geiger |
| | Hier wohnte Elise Halpern geb. Seckels Jg. 1892 Flucht 1939 Belgien interniert Mechelen deportiert 1943 Auschwitz ermordet 22.9.1943                                                              | Rosgartenstr. 12 47,659738° N, 9,174635° O                                                  | Elise Halpern |
| | Hier wohnte Melanie Halpern Jg. 1929 Kindertransport 1939 Schweiz überlebt | Rosgartenstr. 12 47,659738° N, 9,174635° O                                                  | Melanie Halpern |
| | Hier wohnte Sally Halpern Jg. 1893 Flucht 1939 Belgien abgeschoben 1940 Frankreich interniert Gurs/St. Cyprien 1941 Belgien interniert Mechelen 1943 Auschwitz ermordet 22.9.1943                 | Rosgartenstr. 12 47,659738° N, 9,174635° O                                                  | Sally Halpern |
| | Hier wohnte Werner Halpern Jg. 1924 Kindertransport 1938 USA überlebt | Rosgartenstr. 12 47,659738° N, 9,174635° O                                                  | Werner Halpern |
| | Hier wohnte Albert Alexander Jg. 1897 Gestapohaft 29.2.1940 1940 Dachau 1941 Buchenwald 1942 Auschwitz ermordet 9.12.1942                                                                         | Rosgartenstr. 16 47,659486° N, 9,174646° O                                                  | Albert Alexander |
| Bild gesucht Der Benutzer GeorgDerReisende ( Diskussion ) wünscht sich an dieser Stelle ein Bild vom Ort mit diesen Koordinaten 47.65953 9.17464 . Motiv: Rosgartenstraße 16: die Stolpersteine für das Ehepaar Wolf, die Lage und das Haus Falls du dabei helfen möchtest, erklärt die Anleitung , wie das geht. BW     | Hier wohnte Ludwig Wolf Jg. 1867 Deportiert 1940 Gurs Untergebracht Morlaas Hotel Moderne Mit Hilfe überlebt                                                                                      | Rosgartenstr. 16 47,659486° N, 9,174646° O                                                  | Ludwig Wolf Der Stolperstein wurde am 17. November 2022 verlegt. |
| | Hier wohnte Ricka Wolf Geb. Stern Jg. 1870 Flucht 1938 Deportiert 1940 Gurs Ermordet 11.11.1940                                                                                                   | Rosgartenstr. 16 47,659486° N, 9,174646° O                                                  | Ricka Wolf Der Stolperstein wurde am 17. November 2022 verlegt. |
| Bild gesucht Der Benutzer GeorgDerReisende ( Diskussion ) wünscht sich an dieser Stelle ein Bild vom Ort mit diesen Koordinaten 47.68447 9.20461 . Motiv: Ruppanerstraße 13: der Stolperstein für Adolf Katzenellenbogen, die Lage und das Haus Falls du dabei helfen möchtest, erklärt die Anleitung , wie das geht. BW | Hier wohnte Adolf Katzenellenbogen Jg. 1901 'Schutzhaft' 1938 Dachau Flucht 1939 Schweiz USA | Ruppanerstraße 13 47,68453° N, 9,20459° O                                                   | Dr. Adolf Katzenellenbogen Der Stolperstein wurde am 17. November 2022 verlegt. |
| | Hier wohnte Margarete Ehinger Jg. 1893 denunziert verhaftet 1940 'Heimtückegesetz' Gefängnis Konstanz überlebt                                                                                    | Salmannsweilergasse 14 47,661523° N, 9,175868° O                                            | Margarete Ehinger |
| | Hier wohnte Rosa Lang Jg. 1902 Eingewiesen 1931 Heilanstalt Reichenau "Verlegt" 17.6.1940 Grafeneck Ermordet 17.6.1940 "Aktion T4"                                                                | Sankt-Johann-Gasse 1 47,664052° N, 9,175294° O                                              | Rosa Lang Der Stolperstein wurde am 1. November 2019 verlegt. |
| | Hier wohnte Sofie Anna Boll Jg. 1912 eingewiesen 1915 St. Josefsheim Herten 'verlegt' 21.8.1940 Grafeneck ermordet 21.8.1940 Aktion T4                                                            | Sankt-Johann-Gasse 5 47,6642° N, 9,17499° O                                                 | Sofie Anna Boll |
| | Hier wohnte Eduard Risch Jg. 1878 denunziert / verhaftet ‘Wehrkraftzersetzung’ Zuchthaus Brandenburg hingerichtet 21.2.1944                                                                       | Scheffelstr. 8 47,657685° N, 9,172415° O                                                    | Eduard Risch |
| | Hier wohnte Melanie Risch geb. Bumann Jg. 1887 denunziert verhaftet 1943 ‘Wehrkraftzersetzung’ Zuchthaus Brandenburg Plötzensee ermordet 27.1.1944                                                | Scheffelstr. 8 47,657685° N, 9,172415° O                                                    | Melanie Risch |
| | Hier wohnte Anna Geiser geb. Kessler Jg. 1890 eingewiesen 1933 Heilanstalt Reichenau ‚verlegt‘ 14.8.1940 Grafeneck ermordet 14.8.1940 ‚Aktion T4‘                                                 | Schneckenburgstr. 27 47,6767° N, 9,17258° O                                                 | Anna Geiser |
| | Hier lernte Wilhelm Blanke Jg. 1904 verhaftet Juli 1944 Spionage für Resistance Kriegsgericht Paris Todesurteil hingerichtet 7.12.1944 Brandenburg-Görden                                         | Schottenplatz 2 (Humboldt-Gymnasium) 47,66647° N, 9,17382° O                                | Wilhelm Blanke |
| | Hier wohnte Leonore Veit geb. Bloch Jg. 1895 Flucht 1933 Brasilien | Schottenstr. 1 (Eingang an der Gottlieberstr.) 47,66176° N, 9,17022° O                      | Leonore Veit |
| | Hier wohnte Dr. Robert Veit Jg. 1896 Flucht 1933 Brasilien | Schottenstr. 1 (Eingang an der Gottlieberstr.) 47,66176° N, 9,17022° O                      | Dr. Robert Veit |
| | Hier wohnte Luzia Hahn Jg. 1907 ermordet 12.6.1940 ‘Heilanstalt’ Reichenau T4-Aktion | Schottenstr. 20 47,665007° N, 9,17239° O                                                    | Luzia Hahn |
| | Hier wohnte Else Haymann Jg. 1900 Flucht 1938 Palästina überlebt | Schottenstraße 75 47,666805° N, 9,173174° O                                                 | Else Haymann |
| | Hier wohnte Heinrich Haymann Jg. 1897 'Schutzhaft' 1938 Dachau Flucht 1940 Schweiz 1941 Uruguay überlebt                                                                                          | Schottenstraße 75 47,666805° N, 9,173174° O                                                 | Heinrich Haymann |
| | Hier wohnte Ida Haymann geb. Gollowitsch Jg. 1875 deportiert 1940 Gurs 1943 Douadic überlebt | Schottenstraße 75 47,666805° N, 9,173174° O                                                 | Ida Haymann |
| | Hier wohnte Jacob Haymann Jg. 1868 enteignet 1939 gedemütigt / entrechtet tot an Folgen 20.02.1940                                                                                                | Schottenstraße 75 47,666805° N, 9,173174° O                                                 | Jacob Haymann |
| | Hier wohnte Margarete Haymann Jg. 1905 Flucht 1940 Schweiz 1941 Uruguay überlebt | Schottenstraße 75 47,666805° N, 9,173174° O                                                 | Margarete Haymann |
| | Hier wohnte Hilde Merzbacher geb. Haymann Jg. 1898 deportiert 1940 Gurs Rivesaltes / Drancy ermordet 1943 in Majdanek                                                                             | Schottenstraße 75 47,666805° N, 9,173174° O                                                 | Hilde Merzbacher |
| | Hier wohnte Dr. Julius Merzbacher Jg. 1890 verhaftet 1937 Gefängnis Öhringen 1938 Dachau deportiert 1940 Gurs Rivesaltes / Drancy ermordet 1943 in Majdanek                                       | Schottenstraße 75 47,666805° N, 9,173174° O                                                 | Dr. Julius Merzbacher |
| | Hier wohnte Rolf Merzbacher Jg. 1924 Flucht 1937 Schweiz interniert 1941 / 1943 Davesco Arbeitslager erkrankt / überlebt als Holocaust-Waise, verzweifelt an den Folgen                           | Schottenstraße 75 47,666805° N, 9,173174° O                                                 | Rolf Merzbacher |
| | Hier wohnte Werner Merzbacher Jg. 1928 1939 Kindertransport in die Schweiz überlebt als Holocaust-Waise                                                                                           | Schottenstraße 75 47,666805° N, 9,173174° O                                                 | Werner Merzbacher |
| | Hier wohnte Irma Krähenbühl geb. Wilderer Jg. 1918 Zeugin Jehovas verhaftet 1939 Gefängnis Konstanz 1940 Ravensbrück befreit/überlebt                                                             | Schreibergasse 37 47,66613° N, 9,17565° O                                                   | Irma Krähenbühl |
| | Hier wohnte Luise Wilderer geb. Zeller Jg. 1893 Zeugin Jehovas verhaftet 1936/1939 Gefängnis Konstanz 1940 Ravensbrück entlassen 18.6.1943                                                        | Schreibergasse 37 47,66613° N, 9,17565° O                                                   | Luise Wilderer |
| | Hier wohnte Alfred Kleinberger Jg. 1893 Flucht 1938 Schweiz | Schulstr. 3 (Haus steht nicht mehr, dort ist jetzt ein Parkplatz) 47,662073° N, 9,171704° O | Alfred Kleinberger |
| | Hier wohnte Elise Kleinberger geb. Weil Jg. 1894 Flucht 1934 Schweiz | Schulstr. 3 (Haus steht nicht mehr, dort ist jetzt ein Parkplatz) 47,662073° N, 9,171704° O | Elise Kleinberger |
| | Hier wohnte Thea Kleinberger Jg. 1923 Flucht 1934 Schweiz | Schulstr. 3 (Haus steht nicht mehr, dort ist jetzt ein Parkplatz) 47,662073° N, 9,171704° O | Thea Kleinberger |
| Bild gesucht Der Benutzer GeorgDerReisende ( Diskussion ) wünscht sich an dieser Stelle ein Bild vom Ort mit diesen Koordinaten 47.66268 9.16991 . Motiv: Schulstraße 14: die Stolpersteine für die Familie Levi, die Lage und das Haus Falls du dabei helfen möchtest, erklärt die Anleitung , wie das geht. BW         | Hier wohnte Alfons Levi Jg. 1887 Flucht 1938 USA | Schulstraße 14 47,6627° N, 9,16992° O                                                       | Alfons Levi Der Stolperstein wurde am 4. April 2023 verlegt. |
| | Hier wohnte Gertrude Levi Geb. Hofmann Jg. 1896 Flucht 1938 USA | Schulstraße 14 47,6627° N, 9,16992° O                                                       | Gertrude Berta Levi Der Stolperstein wurde am 4. April 2023 verlegt. |
| | Hier wohnte Max Levi Jg. 1921 Flucht 1938 USA | Schulstraße 14 47,6627° N, 9,16992° O                                                       | Max Siegmund Levi Der Stolperstein wurde am 4. April 2023 verlegt. |
| | Hier wohnte Anna Alexander Jg. 1904 Flucht 1934 Zypern überlebt in Palästina | Schulthaißstr. 9 47,660737° N, 9,1663° O                                                    | Anna Alexander |
| | Hier wohnte Salomon Alexander Jg. 1873 Flucht 1936 überlebt in Palästina | Schulthaißstr. 9 47,660737° N, 9,1663° O                                                    | Salomon Alexander |
| | Hier wohnte Nelly Alexander geb. Schatz Jg. 1908 deportiert 1940 Gurs Rivesaltes Drancy ermordet 18.9.1942 Auschwitz                                                                              | Schützenstr. 16 47,659661° N, 9,16898° O                                                    | Nelly Alexander |
| | Hier wohnte Ruth Alexander Jg. 1937 deportiert 1940 Gurs Rivesaltes Flucht 1942 überlebt in Schweiz                                                                                               | Schützenstr. 16 47,659661° N, 9,16898° O                                                    | Ruth Alexander |
| | Hier wohnte Simon Alexander Jg. 1901 verhaftet 1938 Dachau deportiert 1940 Gurs Rivesaltes ermordet 18.9.1942 Auschwitz                                                                           | Schützenstr. 16 47,659661° N, 9,16898° O                                                    | Simon Alexander |
| | Hier wohnte Hans Picard Jg. 1910 Deportiert 1940 Gurs Interniert Drancy 1942 Auschwitz Ermordet 26.9.1942                                                                                         | Schützenstr. 16 47,659661° N, 9,16898° O                                                    | Hans Picard |
| | Hier wohnte Melanie Picard geb. Guggenheim Jg. 1885 Deportiert 1940 Gurs Flucht 1942 Schweiz | Schützenstr. 16 47,659661° N, 9,16898° O                                                    | Melanie Picard |
| | Hier wohnte Anna Wieler geb. Guggenheim Jg. 1882 Deportiert 1940 Gurs 1942 Gan / Pau Flucht 1942 Schweiz                                                                                          | Schützenstr. 30 47,65885° N, 9,16838° O                                                     | Anna Wieler |
| | Hier wohnte Berthold Wieler Jg. 1876 Deportiert 1940 Gurs 1941 Gan / Pau Flucht 1942 Schweiz | Schützenstr. 30 47,65885° N, 9,16838° O                                                     | Berthold Wieler |
| | Hier wohnte Laura Ferber Jg. 1881 deportiert 1940 Gurs interniert Drancy ermordet 16.8.1942 Auschwitz                                                                                             | Seestr. 29 47,666702° N, 9,189076° O                                                        | Laura Ferber |
| | Hier wohnte Elsa Stux Jg. 1879 deportiert 1940 Gurs befreit/überlebt | Seestr. 29 47,666702° N, 9,189076° O                                                        | Elsa Stux |
| | Hier wohnte Robert Stux Jg. 1875 deportiert 1940 Gurs befreit/überlebt | Seestr. 29 47,666702° N, 9,189076° O                                                        | Robert Stux |
| | Hier wohnte Renée Stein Jg. 1923 deportiert 1940 Gurs interniert Rivesaltes 1942 Kinderhilfswerk OSE seit 1942 falsche Papiere 1944 Résistance überlebt                                           | Seestr. 29 47,666702° N, 9,189076° O                                                        | Renée Stein Der Stolperstein wurde am 21. Oktober 2021 verlegt. |
| | Hier wohnte Eugen Schwab Jg. 1899 Zeuge Jehovas verhaftet 1936 Gefängnis Konstanz 1937 Mannheim 1937 Dachau Mauthausen befreit / überlebt                                                         | Sierenmoosstr. 12 47,675288° N, 9,186879° O                                                 | Eugen Schwab |
| | Hier wohnte Hermann Keller Jg. 1899 eingewiesen 24.7.1940 ‘Heilanstalt’ Grafeneck ermordet 14.7.1940 T4-Aktion                                                                                    | Sigismundstr. 9 47,659346° N, 9,175607° O                                                   | Herrmann Keller |
| | Hier wohnte Lene Guggenheim geb. Guggenheim Jg. 1907 Flucht 1938 USA überlebt | Sigismundstr. 16 47,658411° N, 9,175205° O                                                  | Lene Guggenheim |
| | Hier wohnte Peter Guggenheim Jg. 1927 Flucht 1938 USA überlebt | Sigismundstr. 16 47,658411° N, 9,175205° O                                                  | Peter Guggenheim |
| | Hier wohnte Rainer Guggenheim Jg. 1931 Flucht 1938 USA überlebt | Sigismundstr. 16 47,658411° N, 9,175205° O                                                  | Rainer Guggenheim |
| | Hier wohnte Dr. Richard Guggenheim Jg. 1894 Flucht 1938 USA überlebt | Sigismundstr. 16 47,658411° N, 9,175205° O                                                  | Dr. Richard Guggenheim |
| | Hier erbaut eingeweiht 1883 EINE SYNAGOGE 1. Nov. 1936 Brandstiftung 9. Nov. 1938 in Brand gesteckt von SS 10. Nov. 1938 gesprengt von SS                                                         | Sigismundstr. 19 47,658362° N, 9,175346° O                                                  | Konstanzer Synagoge |
| | Hier wohnte Beate Bravmann Jg. 1927 Flucht 1938 USA überlebt | Sigismundstr. 21 47,658114° N, 9,175254° O                                                  | Beate Bravmann |
| | Hier wohnte Flora Bravmann geb. Jakob Jg. 1889 Flucht 1938 USA überlebt | Sigismundstr. 21 47,658114° N, 9,175254° O                                                  | Flora Bravmann |
| | Hier wohnte Jakob Bravmann Jg. 1889 Flucht 1938 USA überlebt | Sigismundstr. 21 47,658114° N, 9,175254° O                                                  | Jakob Bravmann |
| | Hier wohnte Siegbert Bravmann Jg. 1913 Flucht 1938 USA überlebt | Sigismundstr. 21 47,658114° N, 9,175254° O                                                  | Siegbert Bravmann |
| | Hier wohnte Arthur Godlewsky Jg. 1881 verhaftet 1938 KZ Dachau deportiert 22.10.1940 Gurs / 1942 Noé ermordet 1943 in Auschwitz                                                                   | Sigismundstr. 21 47,658114° N, 9,175254° O                                                  | Arthur Godlewsky |
| | Hier wohnte Elsa Godlewsky geb. Lehmberger Jg. 1895 deportiert 22.10.1940 Gurs / 1942 Noé ermordet 28.8.1942 in Auschwitz                                                                         | Sigismundstr. 21 47,658114° N, 9,175254° O                                                  | Elsa Godlewsky, geb. Lemberger |
| | Hier wohnte Hans Bernhard Levi Jg. 1921 Flucht 1935 Schweiz überlebt | Sigismundstr. 21 47,658114° N, 9,175254° O                                                  | Hans Bernhard Levi |
| | Hier wohnte Max Levi Jg. 1876 deportiert 1940 Gurs tot 23.7.1942 Heilanstalt Limoux | Sigismundstr. 21 47,658114° N, 9,175254° O                                                  | Max Levi |
| | Hier wohnte Rosa Levi Jg. 1884 deportiert 1940 Gurs interniert Drancy ermordet 12.8.1942 Auschwitz                                                                                                | Sigismundstr. 21 47,658114° N, 9,175254° O                                                  | Rosa Levi |
| | Hier wohnte Eugen Bofinger Jg. 1884 eingewiesen ‘Heilanstalt’ Reichenau ermordet 12.6.1940 IN ‘Heilanstalt’ Grafeneck T4-Aktion                                                                   | St.-Gebhard-Platz 30 47,671121° N, 9,183455° O                                              | Eugen Bofinger |
| | Hier wohnte Erika Hitschler Jg. 1931 eingewiesen 1934 Heilanstalt Mosbach 'verlegt' 17.9.1940 Grafeneck ermordet 17.9.1940 Aktion T4                                                              | Taborweg 24 47,68038° N, 9,17008° O                                                         | Erika Hitschler |
| | Hier wohnte David Wieler Jg. 1871 Deportiert 1940 Gurs 1941 Gan / Pau Flucht 1941 Schweiz | Tägermoosstr. 4 47,65991° N, 9,17004° O                                                     | David Wieler |
| | Hier wohnte Anna Karrer geb. Jäger Jg. 1885 verhaftet 1944 'Feindsender abgehört' Gefängnis Stuttgart entlassen 1944 überlebt                                                                     | Tägermoosstr. 10 47,66016° N, 9,16912° O                                                    | Anna Karrer |
| | Hier wohnte Berta Amann geb. Winterhalter eingewiesen 1934 Heilanstalt Reichenau zwangssterilisiert 1935 ‚verlegt‘ 2.4.1941 Hadamar ermordet 2.4.1941 ‚Aktion T4‘                                 | Tägermoosstr. 23 47,660177° N, 9,168147° O                                                  | Berta Amann „Gegen Vergessen und Intoleranz … Mutter in der Klinik, ich in neuer Schule und seltsam verstört, plötzlich war da eine Wand mit Bildern, deren Sinn ich nicht verstand und Parolen, die ich nie zuvor gehört. Wieder umgezogen, zurück in die Stadt, neue Schule, andere Menschen, aber relativ satt. 1939 begann der Krieg. Männer wurden Soldaten mit Gewehren statt Spaten, eingeschworen auf Sieg. Für mich kam Pflichtjahr und Arbeitsdienst, 20 Pfennig pro Tag als Lohn, statt Siege nur Verluste, man merkte es schon. Die Mutter tot durch Euthanasie! …“ – Rosemarie Banholzer, Konstanz, Tochter von Berta Amman: Auszug aus dem Gesamtgedicht, das Rosemarie Banholzer bei der Stolpersteinverlegung zum Gedenken vortrug. |
| | Hier wohnte Albert Schwarzhaupt Jg. 1886 verhaftet 1936 Dachau deportiert 1940 Gurs Récébédou tot 17.4.1941                                                                                       | Tägermoosstr. 33 47,660318° N, 9,166777° O                                                  | Albert Schwarzhaupt |
| | Hier wohnte Hanni Schwarzhaupt Jg. 1924 Flucht 1935 USA überlebt | Tägermoosstr. 33 47,660318° N, 9,166777° O                                                  | Hanni Schwarzhaupt |
| | Hier wohnte Hella Schwarzhaupt geb. Reinhard Jg. 1897 deportiert 1940 Gurs Récébédou Auschwitz ermordet 31.8.1942                                                                                 | Tägermoosstr. 33 47,660318° N, 9,166777° O                                                  | Hella Schwarzhaupt |
| | Hier wohnte Max Schwarzhaupt Jg. 1927 Flucht 1939 Schweiz überlebt | Tägermoosstr. 33 47,660318° N, 9,166777° O                                                  | Max Schwarzhaupt |
| | Hier wohnte Rose Schwarzhaupt Jg. 1922 Flucht 1935 USA überlebt | Tägermoosstr. 33 47,660318° N, 9,166777° O                                                  | Rose Schwarzhaupt |
| | Hier wohnte Ruth Schwarzhaupt Jg. 1931 Flucht 1939 Schweiz überlebt | Tägermoosstr. 33 47,660318° N, 9,166777° O                                                  | Ruth Schwarzhaupt |
| | Hier wohnte Karl Sieger Jg. 1910 1936 zwangssterilisiert Krankenhaus Konstanz 1944 Dachau Buchenwald befreit / überlebt                                                                           | Tenbrinkstr. 1 47,671124° N, 9,177006° O                                                    | Karl Sieger |
| | Hier wohnte Gertrud „Trudy“ Rothschild Jg. 1923 deportiert 1940 Gurs Flucht 1942 USA überlebt | Turnierstr. 15 47,663898° N, 9,164671° O                                                    | Gertrud „Trudy“ Rothschild |
| | Hier wohnte Klara Rothschild geb. Wertheimer Jg. 1896 deportiert 1940 Gurs Flucht 1942 USA überlebt                                                                                               | Turnierstr. 15 47,663898° N, 9,164671° O                                                    | Klara Rothschild geb. Wertheimer |
| | Hier wohnte Karl Durst Jg. 1903 verhaftet 1938 ‘Vorbereitung zum Hochverrat’ Lager Emsland 1940 Arbeitslager Rodgau / Dieburg überlebt                                                            | Turnierstr. 26 47,664255° N, 9,162849° O                                                    | Karl Durst |
| | Hier wohnte Margarete Durst Jg. 1905 Untersuchungshaft 1938 ‘Vorbereitung zum Hochverrat’ freigelassen wegen Schwangerschaft überlebt                                                             | Turnierstr. 26 47,664255° N, 9,162849° O                                                    | Margarete Durst |
| | Hier wohnte Max Braitsch Jg. 1901 im Widerstand verhaftet 1939 1940 Straflager Aschendorfer Moor 1944 begnadigt überlebt                                                                          | Wessenbergstr. 2 47,661052° N, 9,173738° O                                                  | Max Braitsch |
| | Hier wohnte Anton Hölzle Jg. 1900 eingewiesen 24.7.1940 Grafeneck ermordet 24.7.1940 T4-Aktion | Wollmatinger Str. 64 47,67876° N, 9,172021° O                                               | Anton Hölzle |
| | Hier wohnte Maria Schwenk Jg. 1885 Zeugin Jehovas verhaftet 1939 Gefängnis Konstanz 1940 Ravensbrück Mauthausen befreit/überlebt                                                                  | Wollmatinger Str. 84 47,679482° N, 9,168853° O                                              | Maria Schwenk |
| | Hier wohnte Max Moch Jg. 1904 'Schutzhaft' 1938 Dachau deportiert 1940 Gurs interniert Drancy 1942 Auschwitz ermordet                                                                             | Zasiusstr. 19 47,665978° N, 9,169566° O                                                     | Max Moch |
| | Hier wohnte Benno Bosch Jg. 1936 eingewiesen 6.9.1940 ‘Heilanstalt’ Grafeneck ermordet 6.9.1940 T4-Aktion                                                                                         | Zollernstr. 23 47,661956° N, 9,175797° O                                                    | Benno Bosch |
| | Hier wohnte Friedrich Leib Jg. 1889 eingewiesen 24.7.1940 ‘Heilanstalt’ Grafeneck ermordet 24.7.1940 T4-Aktion                                                                                    | Zumsteinstr. 2 47,667229° N, 9,180278° O                                                    | Friedrich Leib |